# Абдеев, Рифгат Фаизович
Рифгат Фаизович Абдеев (22 декабря 1926 — 6 апреля 2019) — российский кибернетик, изобретатель, специалист по теории познания и философии информационного общества, доктор философских наук, кандидат технических наук, профессор.

## Биография
Родился 22 декабря 1926 года в селе Бузовьязы (ныне — Кармаскалинского района Башкортостана).

### Образование и трудовая деятельность
Окончил в 1948 году авиационный институт в Уфе. С 1948 по 1953 год — инженер-конструктор завода "Уралмаш" в Свердловске. С 1953 по 1955 преподаватель Артиллерийской академии им. Ф.Э. Дзержинского в Москве.  С 1955 по 1977 — опытно-конструкторская и изобретательская деятельность, сотрудник Центрального НИИ Министерства обороны СССР, затем начальник конструкторского бюро, был главным конструктором информационных моделей космических летательных аппаратов и средств управления ими. В 1965—1977 участвовал в осуществлении полётов космических летательных аппаратов. Сотрудник Всесоюзного НИИ машиностроения с 1978 по 1983 год, преподаватель Московского университета леса с 1983 по 1995 год. С 1995 по 2001 год — преподаватель, профессор Дипломатической академии МИД РФ, одновременно с 1996 преподаватель Московского технического университета.

### Научная работа
С 1970 года начал системные исследования философских проблем НТР, а к концу 1980-х предложил новую философскую концепцию «информационной цивилизации». В 1993 году избран Президентом Отделения философии информационной цивилизации Международной академии информатизации. Докторская диссертация посвящена теме «Философия информационной цивилизации» (1996). Автор 60 научных работ и 24 изобретений.

### Избранные труды
- Абдеев Р. Ф. В защиту атрибутивной концепции информации // Науч. тр. / Московский Лесотехнический институт. — 1984. — № 158.
- Абдеев Р. Ф. Механизм управления, его системоорганизующая роль и философский статус // ФН. — 1990. — № 4.
- Абдеев Р. Ф. Философия информационной цивилизации / Ред.: Е. С. Ивашкина, В. Г. Деткова. — М.: ВЛАДОС, 1994. — 336 с. — 20 000 экз. — ISBN 5-87065-012-7. Архивировано 28 октября 2007 года.
- Абдеев Р. Ф. Методология устойчивого развития и пути его реализации в условиях России // Анализ систем на пороге XXI века: теория и практика. — М., 1996.
- Абдеев Р. Ф. К проблеме определения сознания // Проблемы сознания в философской науке. — М., 1996.
- Абдеев Р. Ф. Определяющая роль философии в реализации прогрессивной линии развития // Философия в системе духовной культуры на рубеже XXI века. — Курск, 1997.